# Млиниште (Зажабље)
Млиниште је насељено место и седиште општине Зажабље, Дубровачко-неретванска жупанија, Република Хрватска.

## Историја
До територијалне реорганизације у Хрватској налазило се у саставу старе општине Метковић.

## Становништво
На попису становништва 2011. године, Млиниште је имало 335 становника.
| Број становника по пописима | Број становника по пописима | Број становника по пописима | Број становника по пописима | Број становника по пописима | Број становника по пописима | Број становника по пописима | Број становника по пописима | Број становника по пописима | Број становника по пописима | Број становника по пописима | Број становника по пописима | Број становника по пописима | Број становника по пописима | Број становника по пописима | Број становника по пописима |
| --------------------------- | --------------------------- | --------------------------- | --------------------------- | --------------------------- | --------------------------- | --------------------------- | --------------------------- | --------------------------- | --------------------------- | --------------------------- | --------------------------- | --------------------------- | --------------------------- | --------------------------- | --------------------------- |
| 1857                        | 1869                        | 1880                        | 1890                        | 1900                        | 1910                        | 1921                        | 1931                        | 1948                        | 1953                        | 1961                        | 1971                        | 1981                        | 1991                        | 2001                        | 2011                        |
| 0                           | 0                           | 72                          | 86                          | 126                         | 131                         | 0                           | 0                           | 276                         | 322                         | 548                         | 478                         | 552                         | 481                         | 419                         | 335                         |

Напомена: Исказује се од 1991. као самостално насеље настало издвајањем делова насеља Видоње. У 1857, 1869, 1921. и 1931. подаци су садржани у насељу Видоње. Као део насеља исказује се од 1948. до 1981. Подаци исказани за раније пописе односе се на припадајуће делове насеља.

### Попис1991.
На попису становништва 1991. године, насељено место Млиниште је имало 481 становника, следећег националног састава:
| Попис 1991.‍ | Попис 1991.‍ | Попис 1991.‍ | Попис 1991.‍ | Попис 1991.‍ |
| ----------- | ----------- | ----------- | ----------- | ----------- |
|             |             |             |             |             |
| Хрвати      | Хрвати      |             | 476         | 98,96%      |
| непознато   | непознато   |             | 5           | 1,03%       |
| укупно: 481 |             |             |             |             |